# Bob Hansen
Bob Hansen (Des Moines, 18 de janeiro de 1961) é um ex-jogador de basquete norte-americano que foi campeão da Temporada da NBA de 1991–92 jogando pelo Chicago Bulls.